# Curtis Blaydes
Curtis Blaydes, né le 18 février 1991 à Naperville dans l'Illinois, est un pratiquant américain d'arts martiaux mixtes (MMA). Depuis 2016, il combat dans la division des poids lourds de l'Ultimate Fighting Championship.

## Biographie
Curtis Blaydes naît le 18 février 1991 à Naperville et grandit à Chicago.

## Carrière de lutteur amateur
Blaydes s'initie à la lutte à l'école catholique qu'il fréquente adolescent, la De La Salle Institute, et devient champion de l'État d'Illinois lors de son année de terminale, affichant un record de 44 victoires pour aucune défaite.
Il poursuit sa carrière de lutteur amateur à l'université de Northern Illinois, mais perd sa bourse d'études à force de mauvaises notes. Il fréquente ensuite le collège communautaire Harper pendant deux ans. En 2012, il remporte le titre de champion de lutte de la NJCAA.

## Carrière dans les arts martiaux mixtes

### Débuts
Après l'université, Curtis Blaydes se lance dans les arts martiaux mixtes. Il dispute et remporte cinq combats en tant qu'amateur, notamment un combat remporté en 13 secondes par TKO contre l'américain Robbie Strong, avant de passer professionnel et de signer à la Xtreme Fighting Organization (XFO).

### Ultimate Fighting Championship
Après cinq victoires, toutes par TKO, obtenues dans des fédérations indépendantes, Curtis Blaydes fait ses débuts à l'Ultimate Fighting Championship (UFC) le 10 avril 2016 en affrontant le Camerounais Francis Ngannou.
Il perd le combat par TKO après la fin du 2e round, les médecins ne l'autorisant pas à poursuivre le combat en raison d'une importante coupure au-dessus de l'œil droit provoquée par les coups répétés de Ngannou.
Blaydes affronte ensuite son compatriote Cody East le 1er octobre 2016.
Il remporte le combat via TKO au deuxième round, remportant son premier bonus de performance de la soirée par la même occasion.
Blaydes fait ensuite face à l'Américain Adam Milstead (en) le 4 février 2017. Après avoir dominé son adversaire tout au long du premier round, Blaydes remporte le combat via TKO après que Milstead se soit blessé au genou.
Toutefois, un mois plus tard, le résultat du match est changé en sans décision après que le résultat antidopage de Blaydes s'est avéré positif à la marijuana.
Le 8 juillet 2017, il vainc le Polonais Daniel Omielańczuk (en) par décision unanime.
Le 4 novembre 2017, il fait face au Russe Alexey Oleynik (en). Après un round totalement à l'avantage de l'Américain, le match est arrêté par l'arbitre à 1:56 du 2e round après que Blaydes ait porté un coup de pied illégal sur Oleynik alors à genoux. Cependant, lors du visionnage des images de l'action, il est clair que le coup a seulement touché l'oreille du russe, causant trop peu de dégâts pour disqualifier Blaydes. Après une vérification des médecins, Oleynik, bien entamé par les quasi sept minutes de match, n'est pas en état de poursuivre le combat. Blaydes se voit ainsi attribuer la victoire par TKO.
Le 11 février 2018, il affronte le Néo-Zélandais Mark Hunt. Malgré un knockdown subi au premier round, Blaydes parvient à dominer le reste du match et à décrocher la victoire par décision unanime.
Le 9 juin 2018, il bat Alistair Overeem par TKO après une série de coups de coude portée au sol.
Sa prestation est désignée performance de la soirée.
Blaydes fait une nouvelle fois face à Francis Ngannou et est pour la première fois en tête d'affiche d'un gala de l'UFC le 24 novembre 2018, lors de l'UFC Fight Night 141 en Chine. Il perd le combat par TKO après 45 secondes de match.
Blaydes rebondit en vainquant son compatriote Justin Willis (en), le 23 mars 2019, par décision unanime au terme de trois rounds remportées haut la main.
Le 7 septembre 2019, il remporte son combat face au Daguestanais Shamil Abdurakhimov (en) par TKO au cours du 2e round.
Le 25 janvier 2020, Blaydes vient à bout de l'ancien champion des poids lourds Júnior dos Santos par TKO au cours du 2e round.
Le 20 juin 2020, lors du main-event de l'UFC on ESPN 11, il vainc le russe Alexander Volkov (en) par décision unanime. Au cours des cinq rounds, Curtis Blaydes inflige un total de 14 takedowns à Volkov, établissant ainsi un record chez les poids lourds.
En août 2020, un combat entre Curtis Blaydes et Derrick Lewis est annoncé comme main-event de l'UFC on ESPN 18, prévue pour le 28 novembre prochain. Cependant, la veille de l'événement, Blaydes est testé positif au Covid-19 et la rencontre est par conséquent annulée,.
Le combat a finalement lieu le 20 février 2021 ; combat qui voit s'imposer Derrick Lewis par KO au 2e round.
Le 25 septembre 2021, il vainc le surinamien Jairzinho Rozenstruik par décision unanime.
Le 26 mars 2022, il s'impose face à Chris Daukaus par KO technique au 2e round.
Le 23 juillet 2022, en tête d'affiche de l'UFC Fight Night 208, Blaydes est déclaré vainqueur par TKO lors de son combat face à l'Anglais Tom Aspinall. Ce dernier se blesse très rapidement au genou après avoir porté un low kick.
Le 22 avril 2023, il s'incline face au Russe Sergei Pavlovich par KO technique après un peu plus de trois minutes de combat.
Le 9 mars 2024, il affronte le Brésilien Jailton Almeida, invaincu à l'UFC depuis son arrivée en 2021. Après un premier round dominé par Almeida à l'aide de son grappling, Curtis Blaydes met KO le brésilien au second round en lui assénant une série de coups de poing marteau à la suite d'une tentative de takedown raté de ce dernier.
Le 28 juillet 2024 a lieu un match revanche entre Blaydes et Tom Aspinall, désormais détenteur du titre intérimaire des poids lourds de l'UFC ; match qui voit l'Américain s'incliner par KO à la 60e seconde du combat.

## Palmarès en arts martiaux mixtes
| 25 combats     | 19 victoires | 5 défaites |
| Par KO         | 13           | 5          |
| Par soumission | 0            | 0          |
| Sur décision   | 6            | 0          |
| Sans décision  | 1            | 1          |

| Résultat      | Record   | Adversaire            | Méthode                                | Événement                                   | Date              | Round | Temps | Lieu                                     | Notes |
| ------------- | -------- | --------------------- | -------------------------------------- | ------------------------------------------- | ----------------- | ----- | ----- | ---------------------------------------- | --- |
| Victoire      | 19-5 (1) | Rizvan Kuniev         | Décision partagée                      | UFC on ABC: Hill vs. Rountree Jr.           | 21 juin 2025      | 3     | 5:00  | Bakou, Azerbaïdjan                       | |
| Défaite       | 18-5 (1) | Tom Aspinall          | TKO (coups de poing)                   | UFC 304: Edwards vs. Muhammad II            | 28 juillet 2024   | 1     | 1:00  | Manchester, Angleterre, Royaume-Uni      | Pour le titre intérimaire des poids lourds de l'Ultimate Fighting Championship.                                                                                 |
| Victoire      | 18-4 (1) | Jailton Almeida       | TKO (coups de poing)                   | UFC 299: O'Malley vs. Vera II               | 9 mars 2024       | 2     | 0:36  | Miami, Floride, États-Unis               | Performance de la soirée. |
| Défaite       | 17-4 (1) | Sergei Pavlovich      | TKO (coups de poing)                   | UFC Fight Night: Blaydes vs. Pavlovich      | 22 avril 2023     | 1     | 3:08  | Las Vegas, Nevada, États-Unis            | |
| Victoire      | 17-3(1)  | Tom Aspinall          | TKO (blessure)                         | UFC Fight Night: Blaydes vs. Aspinall       | 23 juillet 2022   | 1     | 0:15  | Londres, Angleterre, Royaume-Uni         | |
| Victoire      | 16-3 (1) | Chris Daukaus         | TKO (coups de poing)                   | UFC on ESPN: Blaydes vs. Daukaus            | 26 mars 2022      | 2     | 0:17  | Columbus, Ohio, États-Unis               | Performance de la soirée. |
| Victoire      | 15-3 (1) | Jairzinho Rozenstruik | Décision unanime                       | UFC 266: Volkanovski vs. Ortega             | 25 septembre 2021 | 3     | 5:00  | Las Vegas, Nevada, États-Unis            | |
| Défaite       | 14-3 (1) | Derrick Lewis         | KO (coup de poing)                     | UFC Fight Night: Blaydes vs. Lewis          | 20 février 2021   | 2     | 1:26  | Las Vegas, Nevada, États-Unis            | |
| Victoire      | 14-2 (1) | Alexander Volkov      | Décision unanime                       | UFC on ESPN: Blaydes vs. Volkov             | 20 juin 2020      | 5     | 5:00  | Las Vegas, Nevada, États-Unis            | |
| Victoire      | 13-2 (1) | Júnior dos Santos     | TKO (coups dd poing)                   | UFC Fight Night: Blaydes vs. dos Santos     | 25 janvier 2020   | 2     | 1:06  | Raleigh, Caroline du Nord, États-Unis    | |
| Victoire      | 12-2 (1) | Shamil Abdurakhimov   | TKO (coup de coude puis coup de poing) | UFC Fight Night: Blaydes vs. dos Santos     | 7 septembre 2019  | 2     | 2:22  | Abou Dabi, Émirats arabes unis           | |
| Victoire      | 11-2 (1) | Justin Willis         | Décision unanime                       | UFC Fight Night: Thompson vs. Pettis        | 23 mars 2019      | 3     | 5:00  | Nashville, Tennessee, États-Unis         | |
| Défaite       | 10-2 (1) | Francis Ngannou       | TKO (coups de poing)                   | UFC Fight Night: Blaydes vs. Ngannou II     | 24 novembre 2018  | 1     | 0:45  | Pékin, Chine                             | |
| Victoire      | 10-1 (1) | Alistair Overeem      | TKO (coups de coude)                   | UFC 225: Whittaker vs. Romero II            | 9 juin 2018       | 3     | 2:56  | Chicago, Illinois, États-Unis            | Performance de la soirée. |
| Victoire      | 9-1 (1)  | Mark Hunt             | Décision unanime                       | UFC 221: Romero vs. Rockhold                | 10 février 2018   | 3     | 5:00  | Perth, Australie-Occidentale, Australie  | |
| Victoire      | 8-1 (1)  | Alexey Oleynik        | TKO (arrêt du médecin)                 | UFC 217: Bisping vs. St. Pierre             | 4 novembre 2017   | 2     | 1:56  | New York, États-Unis                     | |
| Victoire      | 7-1 (1)  | Daniel Omielanczuk    | Décision unanime                       | UFC 213: Romero vs. Whittaker               | 8 juillet 2017    | 3     | 5:00  | Las Vegas, Nevada, États-Unis            | |
| Sans décision | 6-1 (1)  | Adam Milstead         | Sans décision                          | UFC Fight Night: Bermudez vs. Korean Zombie | 4 février 2017    | 2     | 0:59  | Houston, Texas, États-Unis               | À la base une victoire de Curtis Blaydes par TKO, le résultat est changé en « sans décision » (no contest) après le contrôle positif de Blaydes à la marijuana. |
| Victoire      | 6-1      | Cody East             | TKO (coups de coude)                   | UFC Fight Night: Lineker vs. Dodson         | 1er octobre 2016  | 2     | 2:02  | Portland, Oregon, États-Unis             | Performance de la soirée. |
| Défaite       | 5-1      | Francis Ngannou       | TKO (arrêt du médecin)                 | UFC Fight Night: Rothwell vs. Dos Santos    | 10 avril 2016     | 2     | 5:00  | Zagreb, Croatie                          | |
| Victoire      | 5-0      | Luis Cortez           | TKO (coups de poing)                   | RFA: Moises vs. Castillo                    | 19 février 2016   | 3     | 0:41  | Orem, Utah, États-Unis                   | |
| Victoire      | 4-0      | Allen Crowder         | TKO (coups de poing)                   | RDMMA: Battle in the South 10               | 10 avril 2015     | 2     | 2:30  | Wilmington, Caroline du Nord, États-Unis | |
| Victoire      | 3-0      | Brad Faylor           | TKO (coups de poing)                   | SCS 23: Redemption                          | 15 novembre 2014  | 2     | 0:45  | Hinton, Oklahoma, États-Unis             | |
| Victoire      | 2-0      | William Baptiste      | TKO (coups de poing)                   | XFO 53                                      | 1er octobre 2014  | 1     | 2:14  | Chicago, Illinois, États-Unis            | |
| Victoire      | 1-0      | Lorenzo Hood          | TKO (arrêt du médecin)                 | XFO 51                                      | 31 mai 2014       | 1     | 1:42  | Chicago, Illinois, États-Unis            | |